# Setrak
Setrak, né Setrak Yavruyan le 17 mars 1930 à Constantinople et mort le 21 octobre 2006 à Suresnes, est un pianiste français d’origine arménienne. Il repose au cimetière de Saint-Cloud.
Il a été naturalisé français sous le nom d'Yves Petit.

## Biographie
Après avoir commencé ses études musicales à Istanbul, il gagna Paris en 1948 pour suivre l’enseignement du célèbre pianiste Alfred Cortot à l’École normale de musique, puis celui de Marguerite Long au Conservatoire de Paris.
Élève de la pianiste Yvonne Lefébure, il obtint en 1953 le Premier Prix de piano. Par la suite, il se perfectionna avec Georges de Lausnay. La formation à la direction d’orchestre assurée par Eugène Bigot lui permit d'obtenir un autre Premier Prix.
Il est naturalisé français en 1967 et prend pour l’état-civil le nom d’Yves Petit tout en gardant son (pré)nom d’artiste. Sortant des sentiers battus, il se lança dans une carrière internationale en jouant des œuvres rarement données. Pionnier de la diffusion des œuvres de Scriabine en France, il a créé, à Lyon en 1981, la Fantaisie pour piano et orchestre de Liszt, d’après Lelio de Berlioz. Il a enregistré, avec Anne Béranger, La Voix humaine de Poulenc, Les Pièces enfantines de Kabalevski et Setrak, récital de pièces virtuoses, dont la vingt-huitième valse de Chopin — retrouvée dans les documents de Paderewski — et des pièces de compositeurs peu connus, comme Islamey de Balakirev.
Grand découvreur de partitions rares, il a fait des enregistrements d'œuvres de Thalberg (Trois Mélodies, op. 57), des transcriptions de Lieder de Schubert (Marguerite au Rouet, Sei Mir Gegrusst, Die Post) et de l'air de Casta Diva de Bellini, d'Ivan Federovitch Laskowski (Mazurka en mi bémol mineur et Mazurka en si bémol mineur), de Charles Mikouli (Mazurka en si mineur, op. 11 et Valse en la majeur, op. 20), de Georges Matthias (Étude no 10 « Faust »), de Béla Bartók (Danse de l'Ours, Scherzo Fantaisie).
On lui doit également, en première mondiale, l'intégrale des pièces pour piano de Bizet, dont il a établi lui-même l'édition des partitions. Son dernier concert public, à la Halle aux Grains de Toulouse, le 15 novembre 1998, avec l'Orchestre de chambre de Toulouse sous la direction d'Alain Moglia. Il a également créé, à cette occasion, le concerto Lousadzak du compositeur contemporain Hovhaness.

## Discographie
- Bach - Cortot : Toccata et Fugue en ré mineur (A.B. 002)
- Balakirev : Islamey (Le Chant du Monde)
- Bizet : Intégrale de l'œuvre pour piano (Le Chant du Monde, Harmonia Mundi) 1996
- Busoni : Transcriptions pour piano (EMI)
- Chopin : Allegro de concert op. 46, version Nicodé avec orchestre (Wifon - Le Chant du Monde)
- Chopin : Concerto pour piano no  1 - version Tausig (Wifon - Le Chant du Monde)
- Chopin : Concerto pour piano no  2 - version Cortot (Wifon - Le Chant du Monde)
- Chopin : Sonate « funèbre » (Solstice)
- Chopin : Andante spianato et grande polonaise (Solstice)
- Chopin : 19 valses (Solstice)
- Chopin : La 28e valse (Le Chant du Monde)
- Grieg : 66 Pièces lyriques (Solstice)
- Józef Wieniawski : Concerto pour piano - première mondiale (Wifon - Le Chant du Monde)
- Kabalevski : Pièces enfantines pour piano (Le Chant du Monde)
- Khatchatourian : Toccata (Picture D)
- Liszt : Sonate en si mineur (Solstice)
- Liszt : Quatre Mephisto Waltzes - Bagatelle (Solstice)
- Liszt : Intégrale des rhapsodies et mélodies nationales hongroises (Le Chant du Monde)
- Liszt : Transcriptions pour piano de Lieder de Schubert (EMI)
- Moussorgsky : Tableaux d'une exposition (Picture D)
- Poulenc : La Voix humaine - avec Anne Béranger (Le Chant du Monde)
- Saint-Saëns : Œuvres pour piano (Solstice)
- Schubert : Schubert et ses transcripteurs (Le Chant du Monde)
- Scriabine : Études pour piano (Solstice)
- Scriabine : Prélude et nocturne pour la main gauche op. 9 (A.B. 002)
- Setrak : Récital de pièces virtuoses (Le Chant du Monde)
- Tausig : Mélodies tziganes hongroises - Ungarische Zigeunerweisen (Wifon - Le Chant du Monde)
- Józef Wieniawski : Concerto pour piano op. 20 (Wifon - Le Chant du Monde)

Ses amis possèdent de nombreux enregistrements radio et en concert, non publiés : le premier concerto de Tchaikovsky, les concertos de Khatchatourian, de Shostakovich, Malédiction de Liszt, la Fantaisie sur des thèmes de Lelio de Liszt, le Carnaval de Vienne de Schumann, des œuvres d'Albeniz, de Chopin, de Beethoven, de Brahms, de Bach, de Mozart, de Weber, de Bartok, de Thalberg, Hovhaness... ainsi qu'un rarissime enregistrement du concerto de Stéphan Elmas (un élève de Liszt 1862 - 1937) capté en concert à Genève le 25 avril 1987.